# Renaissance (album của Beyoncé)
Renaissance (còn có tên gọi khác là Act I: Renaissance) là album phòng thu thứ 7 của nữ ca sĩ người Mỹ Beyoncé, được phát hành vào ngày 29 tháng 7 năm 2022 bởi Parkwood Entertainment và Columbia Records. Là album phòng thu mới nhất kể từ Lemonade (phát hành năm 2016), Beyoncé đã tham gia viết và sản xuất album cùng nhiều nhà sản xuất như Nova Wav, The-Dream, Symbolyc One, A. G. Cook, Honey Dijon, Beam, Tricky Stewart, BloodPop, Skrillex, Hit-Boy, No I.D., P2J và nhiều nhà sản xuất khác. Một số ca sĩ, bao gồm Beam, Grace Jones và Tems, cũng góp mặt trong album.
Beyoncé lên ý tưởng và thu âm album Renaissance trong giai đoạn diễn ra đại dịch COVID-19 nhằm tìm cách truyền cảm hứng sự tự do và niềm vui cho những người đang phải trải qua sự cách ly. Với các bài hát được sắp xếp liền mạch như một bản mix của các DJ, album pha trộn phong cách nhạc dance của người da màu hậu thập niên 70 như disco và house, đồng thời cũng bày tỏ sự tôn trọng đối với những người đi tiên phong trong thể loại này. Nội dung album bao gồm nhiều chủ đề như sự thoát ly, chủ nghĩa khoái lạc, sự tự do và thể hiện.
Album đã nhận được sự hoan nghênh rộng rãi từ các nhà phê bình âm nhạc cho nhiều yếu tố, bao gồm nội dung tích cực và giọng hát tuyệt vời của Beyoncé. Đĩa đơn chính "Break My Soul" đã được phát hành vào ngày 20 tháng 6 năm 2022 và đạt vị trí số một tại nhiều bảng xếp hạng trên toàn thế giới, bao gồm cả US Billboard Hot 100. Album Renaissance đứng đầu bảng xếp hạng Billboard 200 Hoa Kỳ. Đây cũng là album thứ bảy của Beyoncé đạt được vị trí này, đồng thời cũng soán ngôi đầu bảng tại nhiều quốc gia như Úc, Bỉ, Canada, Đan Mạch, Pháp, Ireland, Hà Lan, New Zealand, Thụy Điển và Vương quốc Anh. Vào mùa hè năm 2023, Beyoncé sẽ bắt đầu chuyến lưu diễn thứ tám của mình nhằm quảng bá cho album.

## Tổng quan
Việc tạo ra album này cho phép bản thân tôi có một nơi để tự do mơ ước và đi tìm lối thoát giữa giai đoạn khó khăn của thế giới. Ý định của tôi là tạo ra một nơi an toàn, một nơi không có sự phán xét, một nơi không có chủ nghĩa hoàn hảo và suy nghĩ nhiều. Một nơi để hét lên, để giải phóng, và cảm nhận sự tự do.— Beyoncé nói về album Renaissance

Vào nửa cuối những năm 2010, Beyoncé đã phát hành một số các dự án khám phá di sản của các nhạc sĩ và nghệ sĩ da màu, bao gồm album của cô, Lemonade; màn trình diễn trên sân khấu Coachella năm 2018; một bộ phim Netflix và album trực tiếp; và album nhạc phim The Lion King ra mắt năm 2019, có tiêu đề The Gift và album hình ảnh Black Is King.
Beyoncé trong một cuộc phỏng vấn với tạp chí Vogue của Anh, nói rằng đại dịch COVID-19 đã thay đổi con người cô, nói rằng cô đã "dành nhiều thời gian để tập trung vào việc xây dựng di sản của mình, và đại diện cho văn hóa của tôi theo cách tuyệt vời nhất mà tôi biết. Bây giờ, tôi đã quyết định cho phép bản thân tập trung vào niềm vui của mình." Hơn nữa, cô gọi giai đoạn này là khoảng thời gian sáng tạo nhất trong cuộc đời mình khi cô tìm cách thoát khỏi cảm giác bị cô lập bằng cách thu âm nhạc mới. Sau khi giai đoạn giãn cách chuẩn bị kết thúc, cô nói trong một cuộc phỏng vấn với trang Harper's Bazaar: "tất cả chúng ta đã sẵn sàng được tự do, được đi du lịch, được yêu, và được cười một lần nữa. Tôi cảm thấy một thời kỳ phục hưng đang trỗi dậy và tôi muốn tham gia vào việc củng cố lối thoát đó bằng mọi cách."
Beyoncé tìm nguồn cảm hứng cho album qua thứ âm nhạc khiêu vũ của người da màu những năm 1970 cùng văn hóa câu lạc bộ. Beyoncé nói rằng cô đã được giúp đỡ tiếp xúc với nền văn hóa này bởi 'Uncle' Jonny, người họ hàng đồng tính của cô , từng nuôi nấng cô cho tới khi ông qua đời trong giai đoạn đại dịch AIDS đang hoành hành. Hơn nữa, nữ ca sĩ muốn album trở thành tiếng nói của những người tiên phong nhưng không được đánh giá cao của thể loại nhạc dance, những người mà những đóng góp của họ chưa được công nhận một cách rộng rãi.

## Nội dung
Theo các nhà phê bình, Renaissance có một cách tiếp cận "sáng tạo" và "vui tươi" đối với nhiều thể loại, pha trộn giữa một số phong cách, chủ yếu là nhiều thể loại khác nhau của dòng nhạc khiêu vũ người da màu những năm 1970. Được miêu tả là một album nhạc dance, house, disco, pop và R&B, các bài hát của album kết hợp các yếu tố của nhiều thể loại phụ, cụ thể là bounce, Detroit techno, garage, Afrobeats, boogie, funk, gospel, Miami bass, psychedelic soul, hip hop, trap, gqom, new jack swing, Jersey club, Chicago house, deep house, electro house, hip house, synth-pop, hyperpop, dancehall, và nu-disco.
Các bài hát trong album được liên kết với nhau bằng cách chuyển đổi liền mạch với công thức beatmatching, giống với một bản mix DJ. Điều này phản ánh "thứ cảm xúc luôn thay đổi của sàn nhảy" chứ không phải "những ràng buộc trên radio hay danh sách phát", theo biên tập viên trang The New Yorker Carrie Battan. Một số bài hát cũng có cấu trúc nhạc độc đáo, kết hợp nhịp độ (tempo) cao.
Về mặt ca từ, Renaissance bao gồm nhiều chủ đề như thoát ly, sự tự đảm bảo, tự thể hiện bản thân, chủ nghĩa khoái lạc và niềm vui. Qua lời nhạc, Beyoncé tìm cách truyền niềm vui và sự tự tin cho người nghe. Theo trang The Guardian, album "thúc giục người nghe toàn tâm toàn ý đón nhận niềm vui", đặc biệt đề cập đến niềm vui trong văn hóa da màu. Lời bài hát của album nhấn mạnh: vũ đạo vừa là thước đo của sự xúc cảm cá nhân, vừa là phương pháp thực hành tâm linh giải thoát cho bản thân.

## Tiếp nhận

### Đánh giá
| Đánh giá chuyên môn  | Đánh giá chuyên môn |
| Điểm trung bình      | Điểm trung bình     |
| Nguồn                | Đánh giá            |
| -------------------- | ------------------- |
| AnyDecentMusic?      | 8.6/10              |
| Metacritic           | 91/100              |
| Nguồn đánh giá       |                     |
| Nguồn                | Đánh giá            |
| AllMusic             | [ 36 ]              |
| And It Don't Stop    | A+                  |
| Clash                | 9/10                |
| Entertainment Weekly | A                   |
| Exclaim!             | 10/10               |
| The Guardian         | [ 40 ]              |
| MusicOMH             | [ 41 ]              |
| NME                  | [ 42 ]              |
| Pitchfork            | 9.0/10              |
| Rolling Stone        | [ 22 ]              |

Renaissance đã nhận được sự hoan nghênh rộng rãi từ các nhà phê bình âm nhạc, phần nhiều trong số đó đã ca ngợi khả năng sản xuất gắn kết nhưng chiết trung, nội dung tích cực, giọng hát và sự tôn vinh thể loại nhạc dance da màu những năm 1970. Trên trang chuyên đánh giá Metacritic, Renaissance nhận được số điểm 91 trên 100 dựa trên 26 bài đánh giá, cho thấy "sự hoan nghênh trên toàn cầu". Trên chuyên trang đánh giá AnyDecentMusic?, album được xếp hạng 8,6 trên 10 điểm dựa trên 25 bài nhận xét.
Nhà phê bình âm nhạc kì cựu Robert Christgau ca ngợi Renaissance là "album của năm" và "album hay nhất" của Beyoncé, gọi album không đi theo kiểu cách thông thường, "khiêu khích một cách rõ ràng, có hiểu biết và dễ cảm nhận", với mỗi bài hát là một "bản nhạc pop sắc sảo". Đánh giá album "cổ điển hiện đại" và là album ấn tượng nhất của Beyoncé, Vernon Ayiku của Exclaim! đã viết rằng: Renaissance là "thứ âm thanh của một ngôi sao đang ở thời kỳ đỉnh cao.". Theo Kyle Denis của trang, Billboard, Renaissance là một "tác phẩm tuyệt hảo", và có lẽ là sản phẩm sáng tạo nhất của Beyoncé và là album thể nghiệm (experimental) có "màn trình diễn giọng hát nhiều sắc thái nhất" của cô cho đến nay.
Nhà phê bình David Cobbald của The Line of Best Fit đã mô tả album này là một trong những album hay nhất của Beyoncé. Cobbald ca ngợi album khi tôn vinh "những người đi tiên phong không được đánh giá cao" của các thể loại nhạc disco, house và funk. Melissa Ruggieri mô tả album là "một vũ trường dành cho chủ nghĩa khoái lạc, tình dục và quan trọng nhất là giá trị bản thân" trên trang USA Today. Wesley Morris của The New York Times ghi nhận khả năng giọng hát "đạt tầm thiên hà" của Beyoncé. Mikael Wood của Los Angeles Times gọi album là "điều tuyệt vời nhất của năm [và] cũng là thứ cảm xúc sâu lắng nhất", ca ngợi nhịp điệu, hòa âm và giọng hát của cô trong album. Nhà phê bình Julianne Escobedo Shepherd trên trang Pitchfork gọi đây là "một album đầy thử thách, được ảnh hưởng dày đặc", trong đó yếu tố nhạc dance và club đã đạt được thành công hơn so với những dự án tương tự từ các đồng nghiệp của Beyoncé.

## Giải thưởng
| Tổ chức                 | Năm  | Giải thưởng             | Kết quả      | Có liên quan |
| ----------------------- | ---- | ----------------------- | ------------ | ------------ |
| American Music Awards   | 2022 | Favorite Pop/Rock Album | Chưa công bố | [ 50 ]       |
| American Music Awards   | 2022 | Favorite Soul/R&B Album | Chưa công bố | [ 50 ]       |
| People's Choice Awards  | 2022 | The Album of 2022       | Chưa công bố | [ 51 ]       |
| Soul Train Music Awards | 2022 | Album of the Year       | Chưa công bố | [ 52 ]       |

## Danh sách bài hát
| Danh sách bài hát của Renaissance | Danh sách bài hát của Renaissance         | Danh sách bài hát của Renaissance | Danh sách bài hát của Renaissance                                                                    | Danh sách bài hát của Renaissance |
| STT                               | Nhan đề                                   | Sáng tác | Nhà sản xuất                                                                                         | Thời lượng                        |
| --------------------------------- | ----------------------------------------- | --- | --- | --------------------------------- |
| 1.                                | "I'm That Girl"                           | Beyoncé Terius Nash Kelman Duran Michael Dean Tommy Wright III Andrea Summers | Beyoncé Duran Mike Dean [a] Symbolyc One [b] Jameil Aossey [b] Stuart White [b]                      | 3:28                              |
| 2.                                | "Cozy"                                    | Beyoncé Honey Redmond Christopher Penny Luke Solomon Dave Giles II Nija Charles Nash Dean Corece Smith Curtis Jones Kim Cooper Peter Rauhofer Ts Madison | Beyoncé Honey Dijon Chris Penny Solomon Dean [a]                                                     | 3:30                              |
| 3.                                | "Alien Superstar"                         | Beyoncé Redmond Penny Solomon Denisia Andrews Brittany Coney Shawn Carter David Brown Dave Hamelin Timothy McKenzie Danielle Balbuena Rami Yacoub Leven Kali Atia Boggs Levar Coppin Saliou Diagne Dean Rob Manzoli Richard Fairbrass Christopher Fairbrass John Holiday Barbara Ann Teer Kim Cooper Peter Rauhofer | Beyoncé Honey Dijon Penny Solomon The-Dream [a] Dean [a] Nova Wav [b] Kali [b]                       | 3:35                              |
| 4.                                | "Cuff It"                                 | Beyoncé Andrews Coney Morten Ristorp Raphael Saadiq Nash Mary Brockert Allen McGrier Nile Rodgers | Beyoncé Nova Wav Rissi [a] Saadiq [a] The-Dream [b]                                                  | 3:45                              |
| 5.                                | "Energy" (hợp tác cùng Beam)              | Beyoncé Tyshane Thompson Sonny Moore Almando Cresso Jordan Douglas Tizita Makuria Andrews Coney Nash Brockert McGrier Pharrell Williams Chad Hugo Adam Pigott Freddie Ross | Beyoncé Beam Skrillex Al Cres Nova Wav [b]                                                           | 1:56                              |
| 6.                                | "Break My Soul"                           | Beyoncé Nash Christopher Stewart Carter Allen George Fred McFarlane Pigott Ross Jens Isaksen | Beyoncé The-Dream Tricky Stewart Isak Swing [a]                                                      | 4:38                              |
| 7.                                | "Church Girl"                             | Beyoncé Nash Ernest Wilson Elbernita Clark Jimi Payton Dion Norman Derrick Ordogne James Brown Orville Hall Phillip Price Ralph MacDonald William Salter | Beyoncé No I.D. The-Dream White [b]                                                                  | 3:44                              |
| 8.                                | "Plastic Off the Sofa"                    | Beyoncé Sydney Bennett Sabrina Claudio Nick Green Patrick Paige II | Beyoncé Syd Kali [b]                                                                                 | 4:14                              |
| 9.                                | "Virgo's Groove"                          | Beyoncé Kali Solomon Cole Daniel Memmi Dustin Bowie Darius Scott Jocelyn Donald Jesse Wilson Andrews Coney | Beyoncé Kali The-Dream [b]                                                                           | 6:08                              |
| 10.                               | "Move" (hợp tác cùng Grace Jones và Tems) | Beyoncé Richard Isong Ariowa Irosogie Andrews Coney Temilade Openiyi Ronald Banful | Beyoncé P2J GuiltyBeatz [a] MeLo-X [b] The-Dream [b] White [b]                                       | 3:23                              |
| 11.                               | "Heated"                                  | Beyoncé Aubrey Graham Sean Seaton Rupert Thomas Jr. Jahaan Sweet Matthew Samuels Andrews Coney Ricky Lawson Oliver Rodigan | Beyoncé Neenyo Sevn Thomas Sweet Boi-1da Cadenza [a] Calev [b] Duran [b] White [b] Harry Edwards [b] | 4:20                              |
| 12.                               | "Thique"                                  | Beyoncé Nash Chauncey Hollis Jr. Boggs Julian Mason Jabbar Stevens Cherdericka Nichols | Beyoncé Hit-Boy LilJuMadeDaBeat [a] White [b] Ink [b]                                                | 4:04                              |
| 13.                               | "All Up in Your Mind"                     | Beyoncé Stevens Nichols Michael Tucker Alexander Cook Dean Larry Griffin Jr. Jameil Aossey | Beyoncé BAH BloodPop [a] A. G. Cook [a] Dean [a] Symbolyc One [a] Aossey [a] The-Dream [b]           | 2:49                              |
| 14.                               | "America Has a Problem"                   | Beyoncé Nash Carter Dean Andrell Rogers Tino McIntosh | Beyoncé The-Dream Dean [a]                                                                           | 3:18                              |
| 15.                               | "Pure/Honey"                              | Beyoncé Tucker Scott Michael Pollack Andrews Coney Nash Saadiq Moi Renee Eric Snead Jerel Black Michael Cox Kevin Bellmon Richard Cowie Count Maurice | Beyoncé BloodPop Nova Wav Saadiq [b] The-Dream [b] White [b] Dean [b]                                | 4:48                              |
| 16.                               | "Summer Renaissance"                      | Beyoncé Andrews Coney Nash Kali Dean Boggs Coppin Diagne Lawson Donna Summer Giorgio Moroder Peter Bellotte | Beyoncé Nova Wav Dean [a] The-Dream [b] Kali [b] Sol Was [b]                                         | 4:34                              |
| Tổng thời lượng:                  | Tổng thời lượng:                          | Tổng thời lượng: | Tổng thời lượng:                                                                                     | 62:14                             |

Ghi chú
- ^[a]  nhà đồng sản xuất
- ^[b]  nhà sản xuất bổ sung

## Xếp hạng
| Xếp hạng (2022)                       | Vị trí cao nhất |
| ------------------------------------- | --------------- |
| 1                                     | 1               |
| 2                                     | 2               |
| 1                                     | 1               |
| 1                                     | 1               |
| 1                                     | 1               |
| 4                                     | 4               |
| Croatian International Albums (HDU)   | 3               |
| 1                                     | 1               |
| 1                                     | 1               |
| 3                                     | 3               |
| 1                                     | 1               |
| 2                                     | 2               |
| Greek Albums (IFPI)                   | 3               |
| 13                                    | 13              |
| Icelandic Albums (Plötutíðindi)       | 2               |
| 1                                     | 1               |
| Italian Albums (FIMI)                 | 2               |
| 40                                    | 40              |
| Japanese Digital Albums (Oricon)      | 9               |
| Japanese Hot Albums (Billboard Japan) | 44              |
| Lithuanian Albums (AGATA)             | 2               |
| 1                                     | 1               |
| 3                                     | 3               |
| 3                                     | 3               |
| 2                                     | 2               |
| 1                                     | 1               |
| Slovak Albums (ČNS IFPI)              | 4               |
| 3                                     | 3               |
| 1                                     | 1               |
| 3                                     | 3               |
| 1                                     | 1               |
| 1                                     | 1               |
| 1                                     | 1               |

## Chứng nhận
| Quốc gia                                                    | Chứng nhận | Số đơn vị/doanh số chứng nhận |
| ----------------------------------------------------------- | ---------- | ----------------------------- |
| Anh Quốc (BPI)                                              | Silver     | 60.000‡                       |
| ‡ Chứng nhận dựa theo doanh số tiêu thụ và phát trực tuyến. |            |                               |

## Lịch sử phát hành
| Quốc gia | Ngày             | Định dạng                           | Hãng đĩa          | Có liên quan  |
| -------- | ---------------- | ----------------------------------- | ----------------- | ------------- |
| Toàn cầu | 29 tháng 7, 2022 | CD digital download streaming vinyl | Parkwood Columbia | [ 62 ] [ 63 ] |
| Nhật Bản | 14 tháng 9, 2022 | CD                                  | Sony Music Japan  | [ 64 ]        |